# Tagwerk eG
Die Tagwerk eG ist eine Genossenschaft, die seit 1984 in den oberbayerischen Landkreisen Erding und Freising regionale Bioprodukte vertreibt.

## Geschichte
Am 30. August 1984 die „Verbraucher-und-Erzeuger-Genossenschaft Tagwerk eG“ mit vier Biobauern und rund 50 Verbrauchern gegründet. Die Höhe des Anteils betrug 100 DM, die Vernetzung war dabei wichtiger als ein eventueller finanzieller Gewinn. In den folgenden Jahren wuchs Tagwerk schnell, gewann neue Mitglieder und umstellungswillige Bauern dazu.
Die Nuklearkatastrophe von Tschernobyl 1986 löste einen Schub für Tagwerk aus, weil sich viele Menschen wegen des nuklearen Fallouts Gedanken über die Ernährung machten. Der erste Tagwerk-Laden wurde im November 1986 in Dorfen eröffnet. Es entstanden weitere Läden in Erding, Landshut-Siebensee, Moosburg, Markt Schwaben, Freising, Landshut-Zentrum, vorübergehend auch in Wartenberg, Isen und Ebersberg. Das Wachstum hatte bald die Strukturen der Gründer überfordert. Daher wurde der Gemüsehandel ausgelagert, den ein Mitarbeiter übernahm, die Anteile wurden auf 200 DM verdoppelt und die Läden wurden selbstständig.
Die Genossenschaft konzentrierte sich auf die Großhandelstätigkeit. Ende 1998 wurde ein neues Warenlager in Dorfen bezogen. Zudem bot das Haus mit einem Hotel Garni Möglichkeiten, Veranstaltungen durchzuführen. 2008 wurde Großhandel und Gemüsegroßhandel in der Tagwerk Großhandel für Naturkost GmbH in Garching bei München zusammengeführt. Die GmbH gehört Tagwerk und Naturkostgroßhandel Bodan zu gleichen Teilen.
2017 zog das Warenlager von Dorfen nach Garching, die Tagwerk-Zentrale zog nach Algasing.

## Auszeichnungen
- 2017: Bayerns bestes Bio-Produkt[5]
- 2018: Wiesenmeisterschaft für zwei Tagwerk-Betriebe[6][7]